# Cortinarius globuliformis
Cortinarius globuliformis är en svampart som beskrevs av Bougher 1986. Cortinarius globuliformis ingår i släktet Cortinarius och familjen spindlingar.   Inga underarter finns listade i Catalogue of Life.